# Árnika (keresztnév)
Az Árnika magyar eredetű női név. Egy növénycsalád nevéből Lázár Ervin írói névalkotása.

## Gyakorisága
Az újszülötteknek adott nevek körében az 1990-es években igen ritkán fordult elő. A 2000-es és a 2010-es években sem szerepelt a 100 leggyakrabban adott női név között.
A teljes népességre vonatkozóan az Árnika sem a 2000-es, sem a 2010-es években nem szerepelt a 100 leggyakrabban viselt női név között.

## Névnapok
április 17.

## Híres Árnikák

### Egyéb Árnikák
- Szegény Dzsoni és Árnika, Lázár Ervin meséje